# Камйонкі (Ґолдапський повіт)
Камйонкі (пол. Kamionki, нім. Eichicht, until 1938 Kamionken) — село в Польщі, у гміні Ґолдап Ґолдапського повіту Вармінсько-Мазурського воєводства.
У 1975-1998 роках село належало до Сувальського воєводства.